# Керценхајм
Керценхајм (њем. Kerzenheim) општина је у њемачкој савезној држави Рајна-Палатинат. Једно је од 81 општинског средишта округа Донерсберг. Према процјени из 2010. у општини је живјело 2.225 становника. Посједује регионалну шифру (AGS) 7333038.

## Географски и демографски подаци
Керценхајм се налази у савезној држави Рајна-Палатинат у округу Донерсберг. Општина се налази на надморској висини од 201 метра. Површина општине износи 17,9 km². У самом мјесту је, према процјени из 2010. године, живјело 2.225 становника. Просјечна густина становништва износи 124 становника/km².

## Међународна сарадња
| Мјесто | Држава               | Врста сарадње | Од    |
| ------ | -------------------- | ------------- | ----- |
| Болдок | Уједињено Краљевство | партнерство   | 1988. |
|        | Француска            | партнерство   | 1970. |
| Извор  |                      |               |       |